# Каджас-Маунтен (Північна Кароліна)
Каджас-Маунтен (англ. Cajah's Mountain) — місто (англ. town) в США, в окрузі Колдвелл штату Північна Кароліна. Населення — 2722 особи (2020).

## Географія
Каджас-Маунтен розташований за координатами 35°51′2″ пн. ш. 81°32′10″ зх. д. / 35.85056° пн. ш. 81.53611° зх. д. (35.850586, -81.536175).  За даними Бюро перепису населення США в 2010 році місто мало площу 8,77 км², уся площа — суходіл.

## Демографія
Згідно з переписом 2010 року, у місті мешкали 2823 особи в 1141 домогосподарстві у складі 840 родин. Густота населення становила 322 особи/км².  Було 1217 помешкань (139/км²).
Расовий склад населення:
| - 95,5 % — білих - 1,6 % — чорних або афроамериканців - 0,7 % — азіатів - 0,3 % — корінних американців - 1,0 % — осіб інших рас |

До двох чи більше рас належало 0,9 %. Частка іспаномовних становила 3,1 % від усіх жителів.
За віковим діапазоном населення розподілялося таким чином: 21,6 % — особи молодші 18 років, 60,0 % — особи у віці 18—64 років, 18,4 % — особи у віці 65 років та старші. Медіана віку мешканця становила 42,7 року. На 100 осіб жіночої статі у місті припадало 92,3 чоловіків;  на 100 жінок у віці від 18 років та старших — 92,4 чоловіків також старших 18 років.
Середній дохід на одне домашнє господарство  становив 55 122 долари США (медіана — 41 607), а середній дохід на одну сім'ю — 62 762 долари (медіана — 53 400). Медіана доходів становила 37 292 долари для чоловіків та 31 964 долари для жінок. За межею бідності перебувало 9,3 % осіб, у тому числі 9,0 % дітей у віці до 18 років та 10,8 % осіб у віці 65 років та старших.
Цивільне працевлаштоване населення становило 1205 осіб. Основні галузі зайнятості: освіта, охорона здоров'я та соціальна допомога — 25,1 %, виробництво — 22,3 %, роздрібна торгівля — 13,4 %, транспорт — 7,1 %.